# Vitraux patriotiques du Rhône
 (novembre 2020).
À la fin de la Première Guerre mondiale, en France, des supports artistiques variés sont utilisés pour rendre hommage aux disparus et permettre l'exercice du deuil. 
À côté des manifestations civiles que sont les monuments aux morts, forme la plus fréquente de mouvement, l'église participe également, le vitrail y participe également. le département du Rhône compte ainsi dix vitraux présentant un lien direct avec la Première Guerre mondiale. Ces œuvres sont appelées vitraux du souvenir, de guerre, des morts, des soldats, ou patriotiques.
Ils se trouvent dans les communes Ancy, Arnas, Chasselay, Orliénas, Propières, Sain-Bel, Saint-Bonnet-des-Bruyères, Saint-Jean-d'Ardières, Saint-Julien-sur-Bibost et Saint-Symphorien-d'Ozon.
L'église Saint-Antoine, à Charly, comportait également deux vitraux dits de la Paix et de la Guerre, œuvres du verrier lyonnais Augustin Burlet, qui ont été déposés mais dont les cartons ont été conservés. 
À l'exception de ceux de Charly, protégés comme objets mobiliers, ces vitraux n'ont fait l'objet d'aucune protection au titre des monuments historiques. La réglementation impose en effet la protection des bâtiments dans leur intégrité et non d'un élément isolé. 

## Origine
Parallèlement au mouvement notamment à travers les monuments aux morts, l'Église incite également à une mise en forme du deuil dans l'espace religieux, notamment par la pose de plaques commémoratives énumérant les noms des soldats de la paroisse morts pour la France.
En octobre 1915, dans une lettre pastorale intitulée In Memoriam, Hector-Irénée Sevin, archevêque de Lyon, écrit : « Gravez les noms de vos morts bien-aimés sur les murailles de nos églises. En tombant tous les jours sous vos yeux, ils vous rappelleront le dogme de la communion des saints. […] Ils y feront resplendir, au milieu de l'assemblée des fidèles, de nécessaires leçons ; celles de l'abnégation et du sacrifice ».
Moins fréquents que les plaques commémoratives paroissiales, les vitraux patriotiques participent pleinement, sur l'ensemble du territoire français, à ce mouvement. 

## Description
Les dix vitraux ont été créés en deux phases, les six premiers entre 1920 et 1923 et les quatre derniers entre 1937 et 1941. Entre ces deux ensembles, des différences stylistiques peuvent être mises en évidence. 
- Ancy : Église Saint-Pierre, Nicod et Jubin, 1920.
- Arnas : Église Saint-Saturnin, auteur inconnu, vers 1920.
- Chasselay : Église Saint-Martin, A. Bessac, 1937.
- Orliénas : Église Saint-Martin, P. Campagne H. Robert, 1940–1941.
- Propières : Église Saint-Georges, Charles Borie, vers 1920.
- Sain-Bel : Église de la Nativité de Saint-Jean-Baptiste, P. Nicod et G. Decôte, 1923.
- Saint-Bonnet-des-Bruyères : Église Saint-Bonnet, Claudius Bertrand, vers 1923.
- Saint-Jean-d'Ardières : Église de la Nativité de Jean-Baptiste, Nicod et Jubin, vers 1920.
- Saint-Julien-sur-Bibost : Église Saint-Julien, Charles Borie, 1938.
- Saint-Symphorien-d'Ozon : Église Saint-Pierre, H. Robert, 1941.

## Galerie

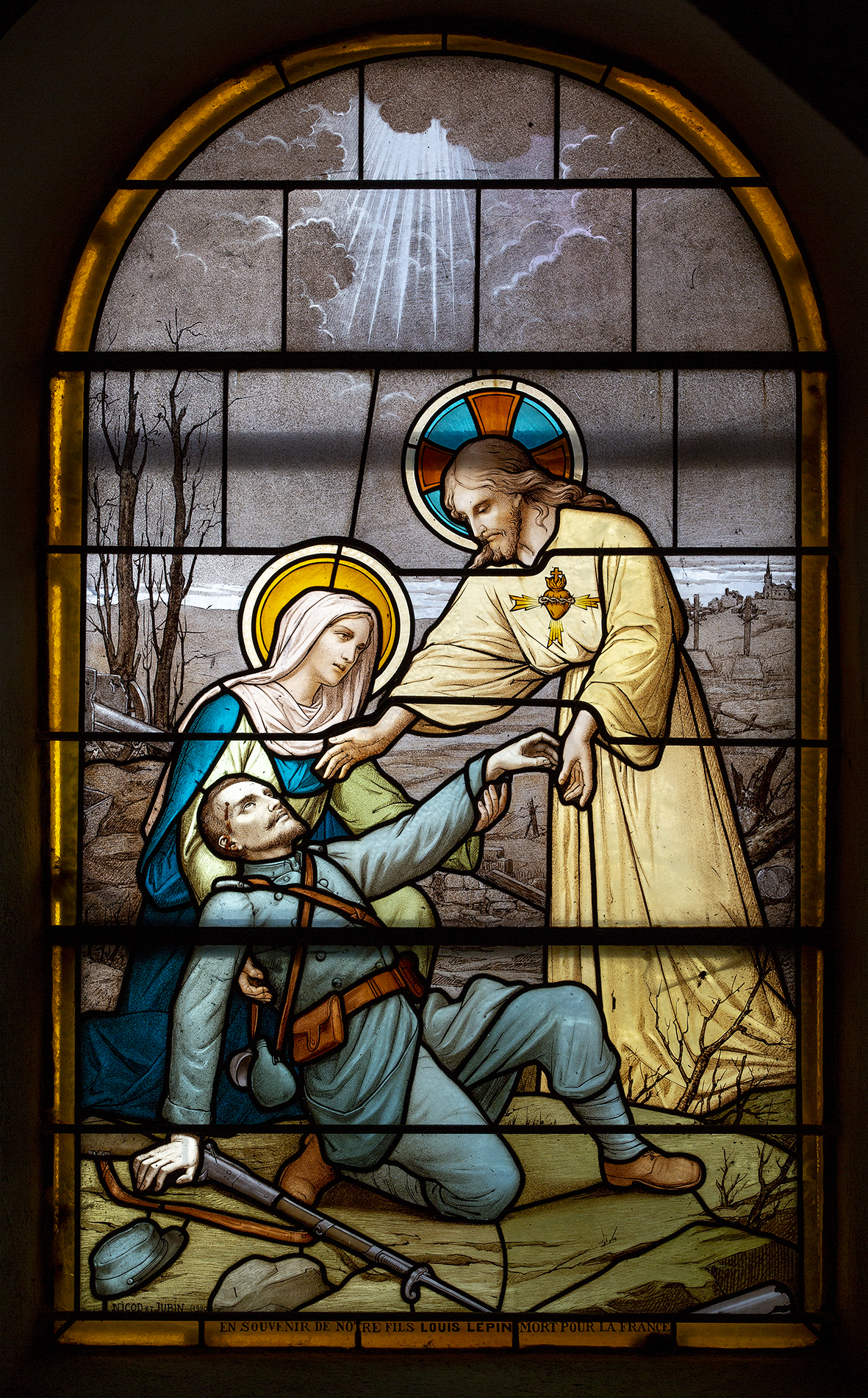
Vitrail de l'église Saint-Pierre, Ancy.
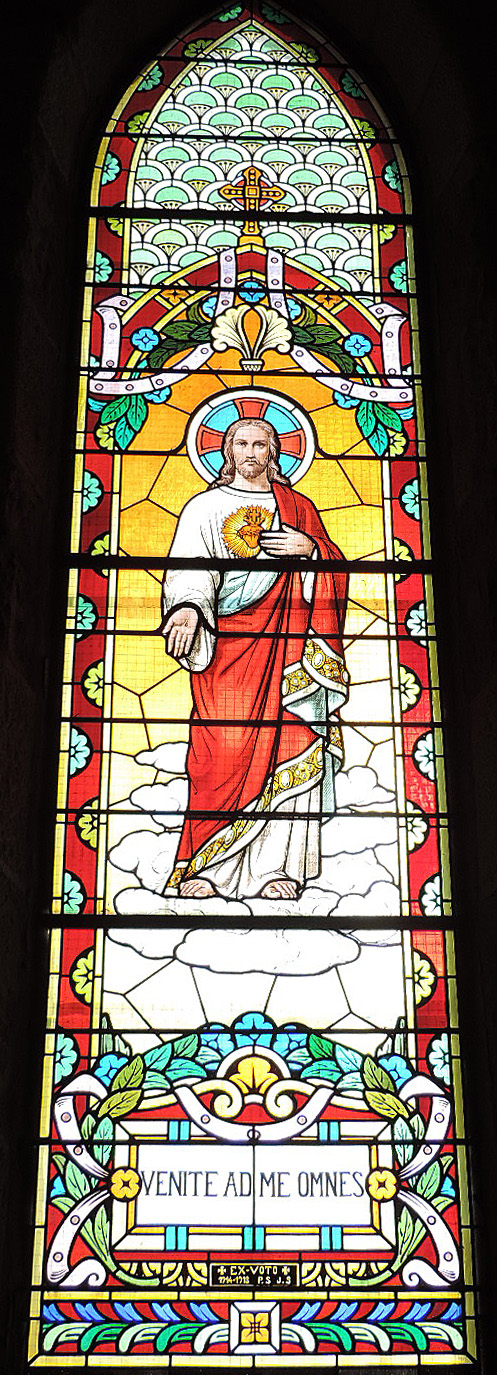
Vitrail de l'église Saint-Saturnin, Arnas.
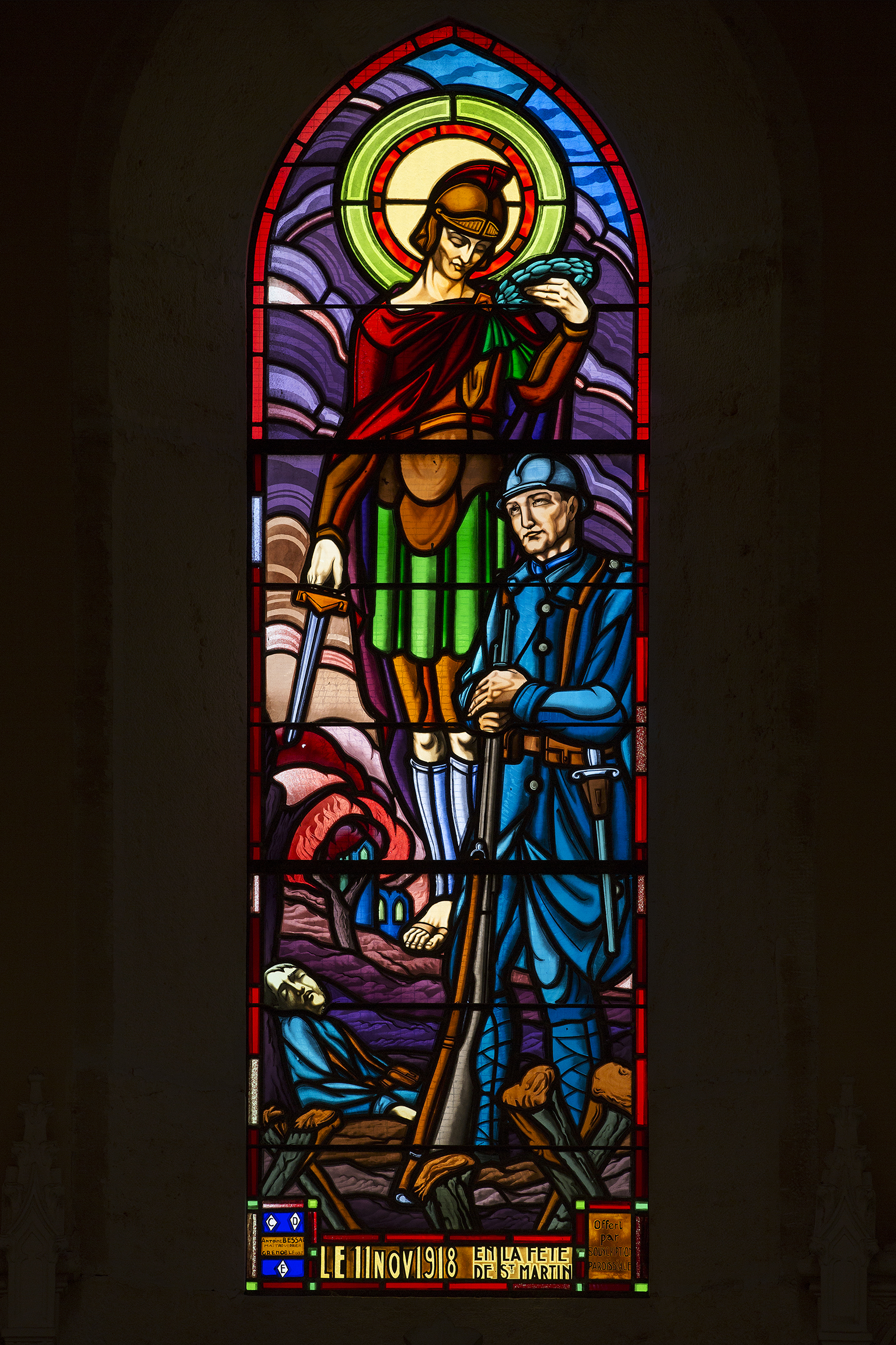
Vitrail de l'église de Chasselay.
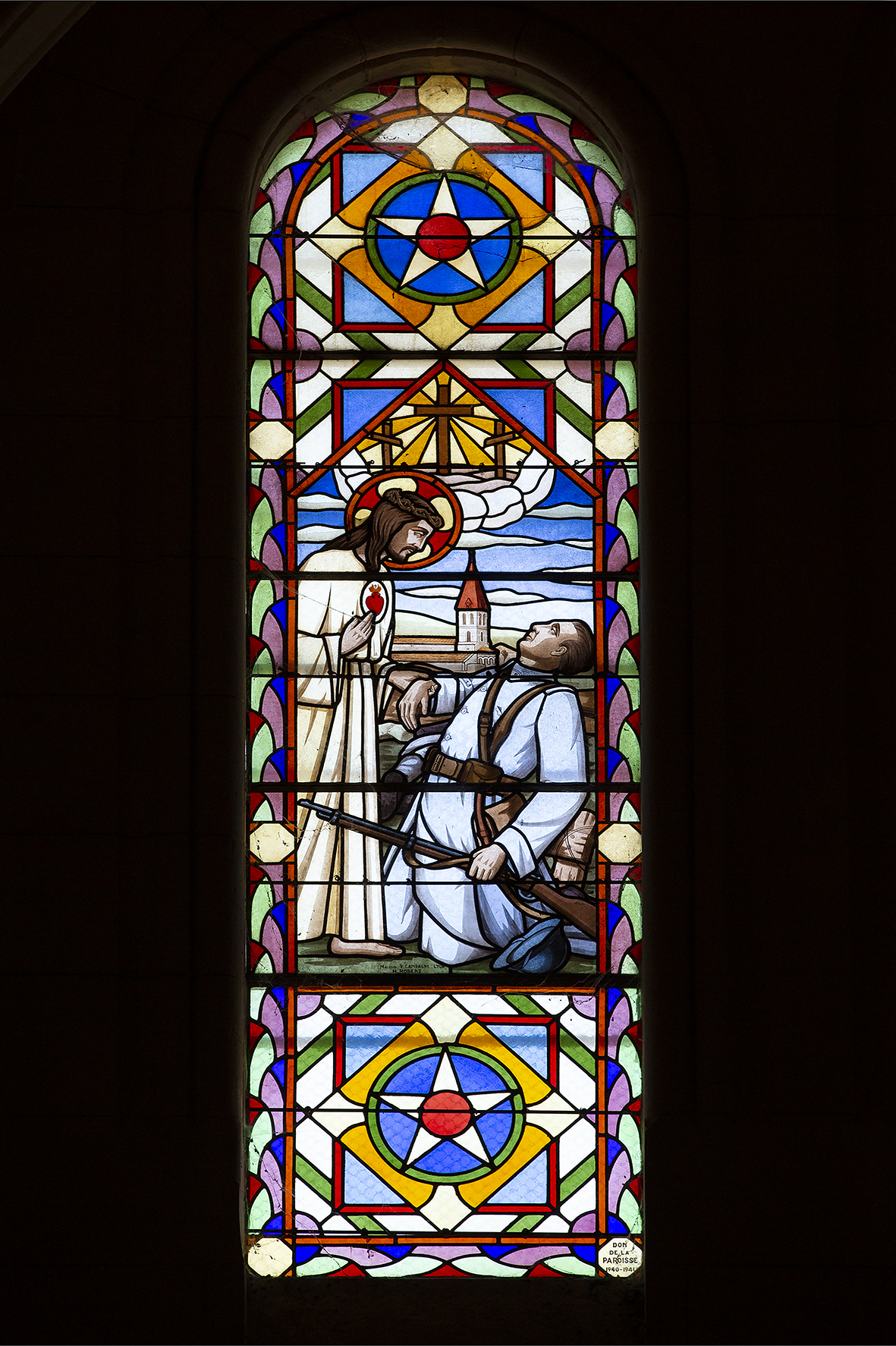
Vitrail de l'église d'Orliénas.
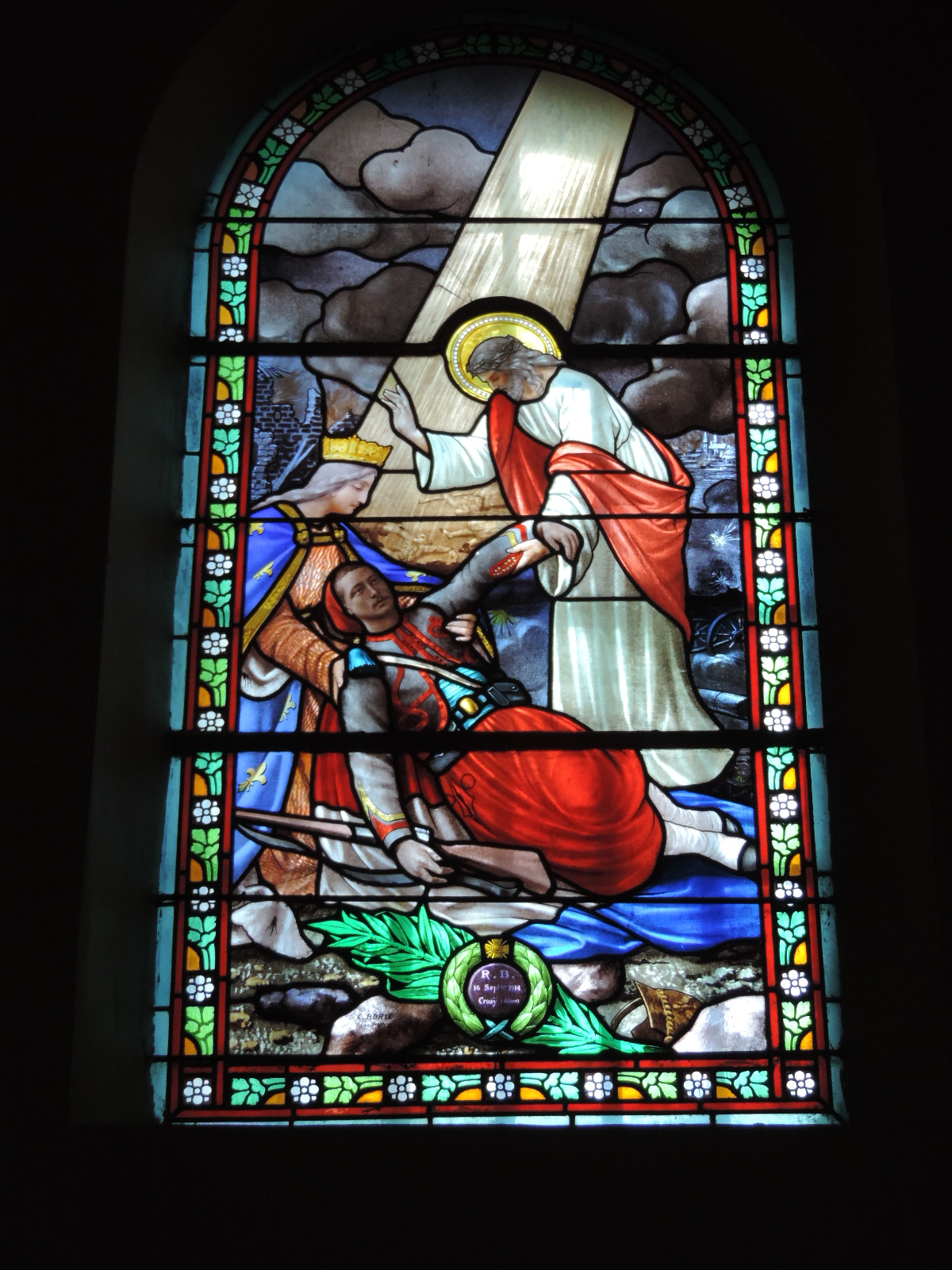
Vitrail de l'église de Propières.
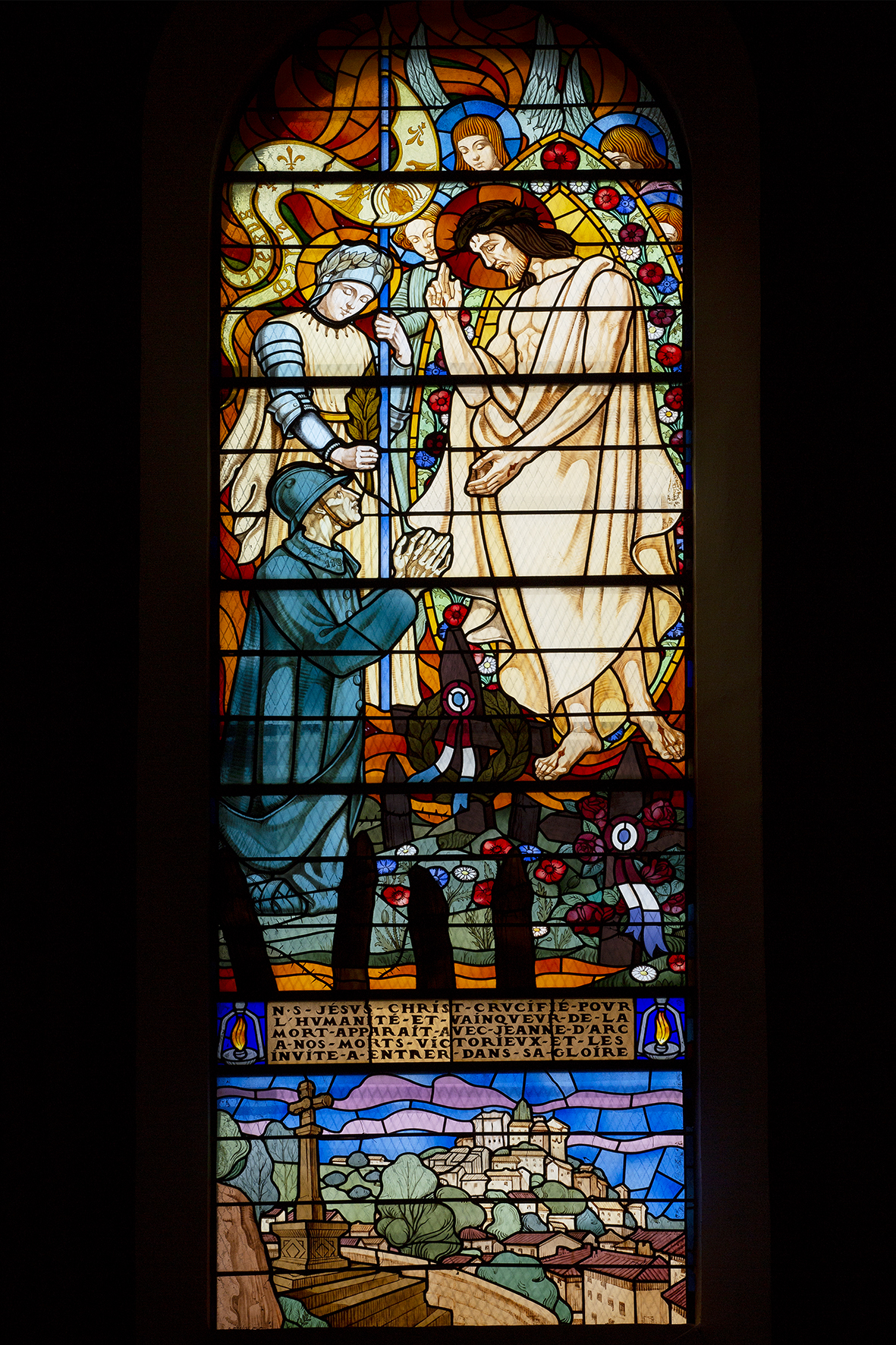
Vitrail de l'église de Sain-Bel.
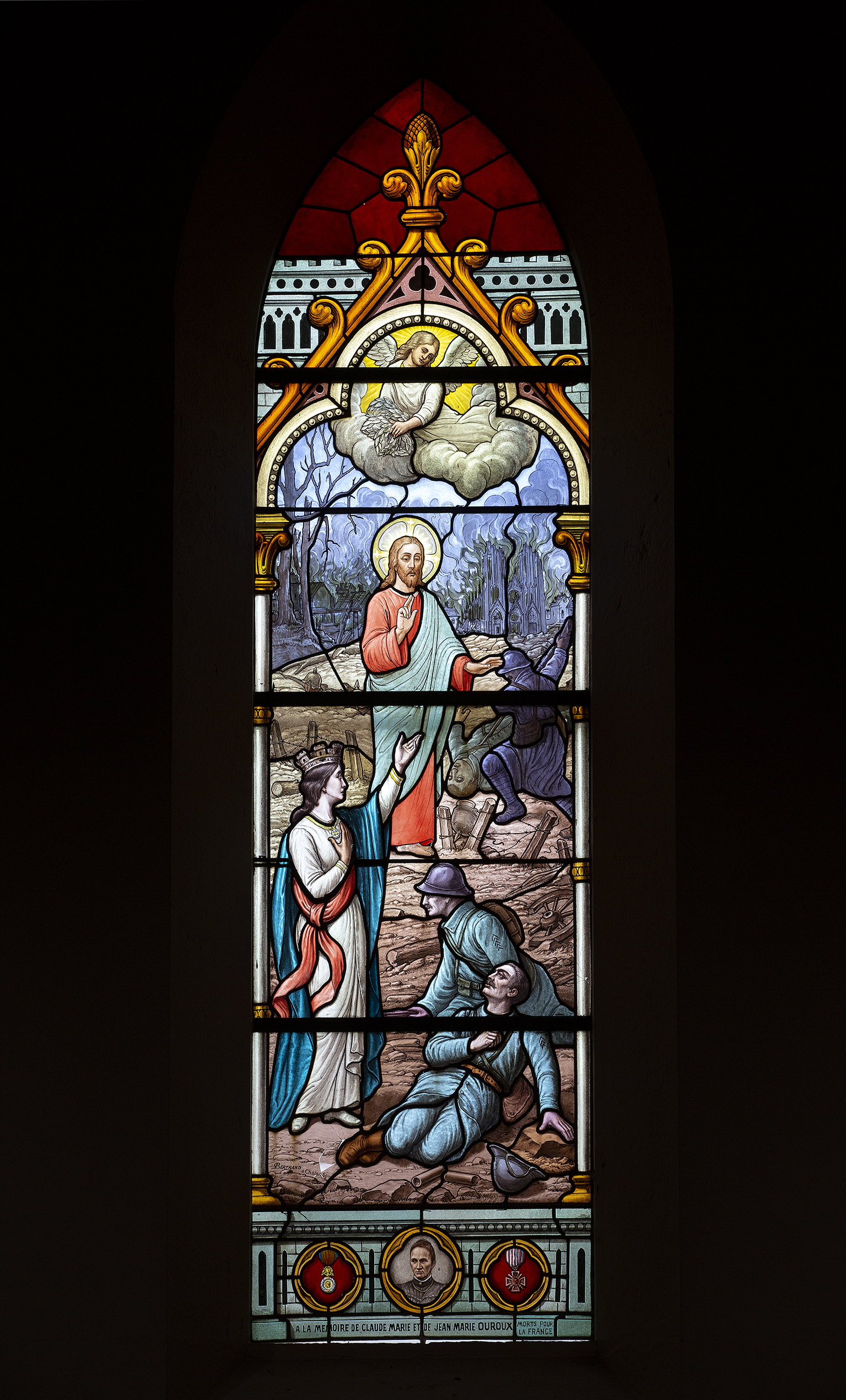
Vitrail de l'église de Saint-Bonnet-des-Bruyères.
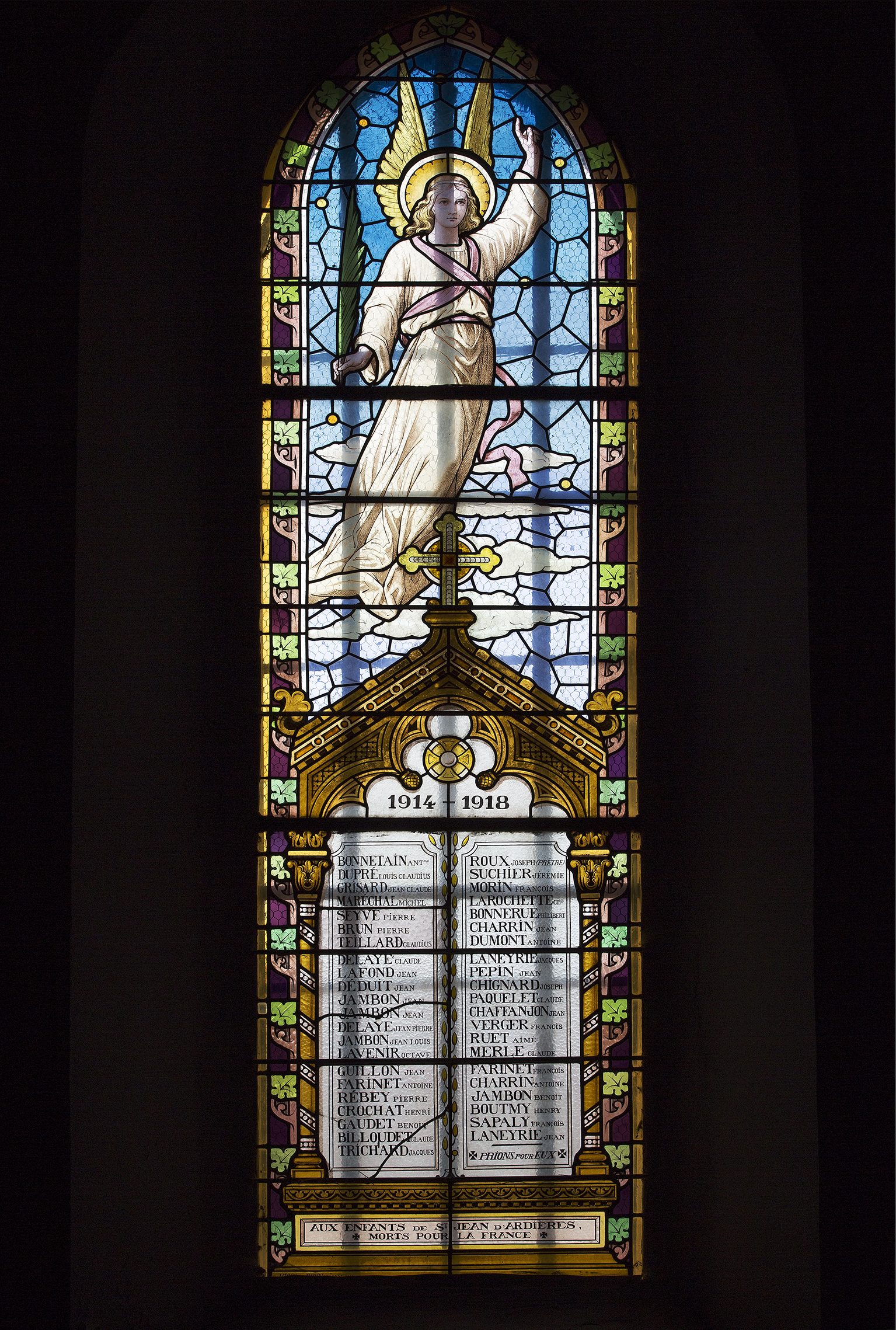
Vitrail de l'église de Saint-Jean-d'Ardières.
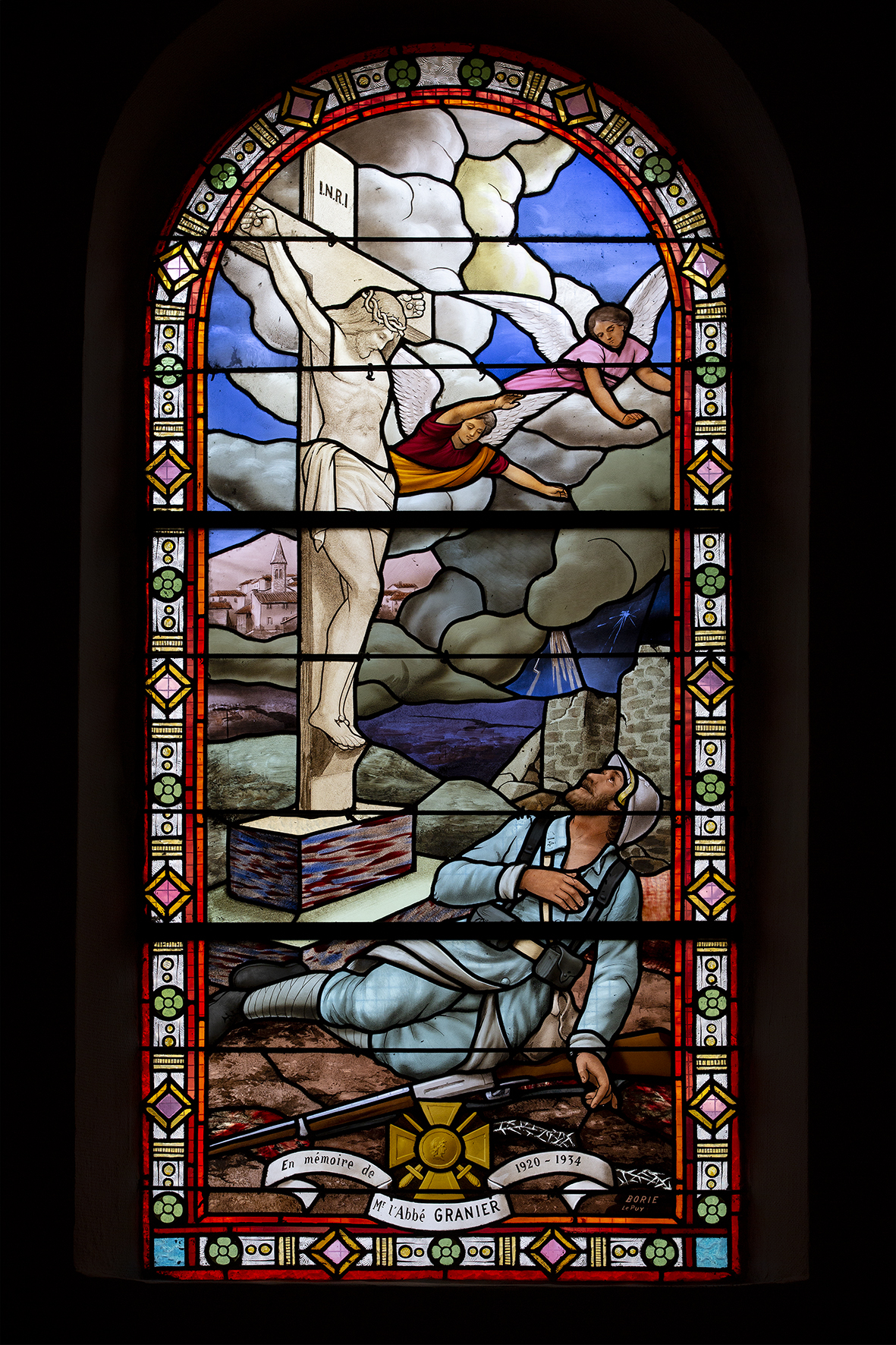
Vitrail de l'église de Saint-Julien-sur-Bibost.
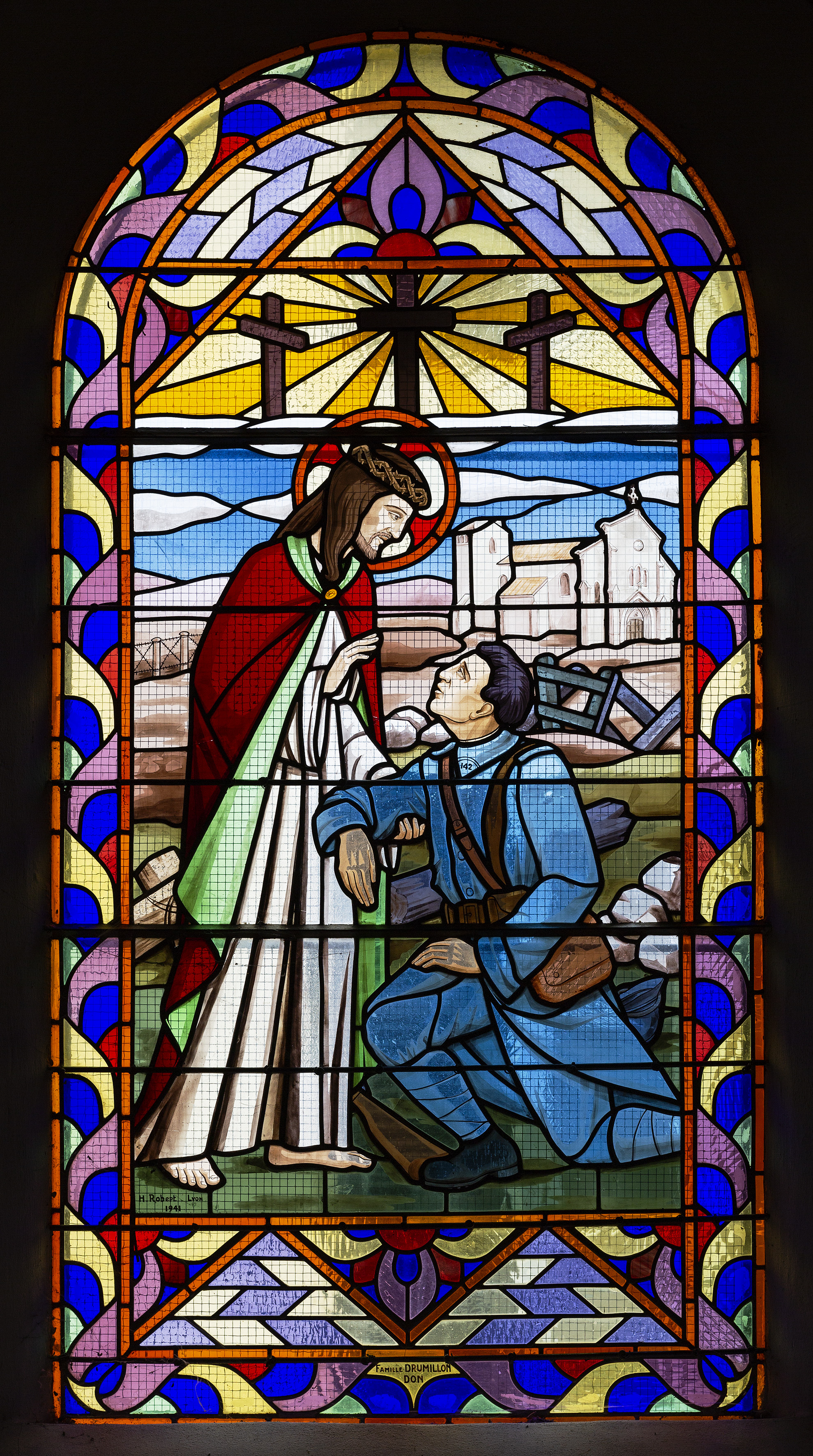
Vitrail de l'église de Saint-Symphorien-d'Ozon.